# Slade
Slade (Слейд) — британський рок-гурт. Створений у 1965 році під назвою N'Betweens у Вулвергемптоні  поблизу Бірмінгема , весною 1969 року музиканти перейменовують гурт у Ambrose Slade, а вже восени цього ж року скорочують назву до Slade. Гурт є представником стилів хард-рок і глем-рок. Найбільших успіхів гурт досяг у першій половині 70-х, коли 6 синглів зайняли перше місце у британських хіт-парадах. Загалом 16 синглів групи увійшли у першу двадцятку. Склад гурту — Дейв Гілл (гітара, вокал), Дон Пауелл (ударні), Нодді Голдер (вокал, гітара) і Джим Лі (бас-гітара, клавішні, вокал). Slade, для пісень якого характерні чіткі ритми і нескладні аранжування, мав багатьох прихильників у Європі, однак так і не став популярним у США; серйозні музичні видання гурт здебільшого ігнорували.

## Історія
Дейв Гілл і Дон Пауелл познайомилися у 1964 році, граючи у гурті The Vendors. Наступного року гурт перейменовується на N'Betweens, а в 1966 році до нього приєднуються Нодді Голдер і Джим Лі, які змінюють музикантів попереднього складу. До 1969 року гурт грає переважно відомі пісні у стилях соул і ска, а також обробки пісень The Beatles. У лондонському Rasputin Club гурт помітив екс-басист гурту Animals Чез Чандлер (Chas Chandler), який став їх новим менеджером і продюсером. Квартет вікриває для себе моду скінгедів і міняє назву на Ambrose Slade, однак перша платівка і сингли продаються погано. Від жовтня 1969 року гурт називається Slade і ще раз міняє стиль одягу — тепер він орієнтується на 40-і роки.
Восени 1971 року гурт переходить у табір глем-року. У жовтні сингл Coz I Luv You займає перше місце у британському хіт-параді, незвична орфографія стає відтепер характерною прикметою всіх синглів Slade, який у наступні роки досягає вершин популярності. У другій половині 70-х із початком панк-року інтерес до гурту падає. Короткочасне відродження відбувається на початку 80-х- Починаючи з 1984 року Slade перестає виступати на концертах, наприкінці 1991 року гурт покидають Голдер і Лі. Засновники гурту Гілл і Пауелл продовжують грати з новими музикантами — спочатку як Slade II, пізніше знову як Slade, 

## Склад гурту
- Дейв Гілл (Dave Hill, 4.4.1952) — гітара, вокал
- Дон Пауелл (Don Powell, 10.9.1950) — ударні
- Нодді Голдер (Noddy Holder, 15.6.1950) — вокал, гітара
- Джим Лі (Jim Lea, 14.6.1952) — бас-гітара, клавішні, вокал

## Цікаві факти
- У червні 1973 року Дон Пауелл потрапив у важку автомобільну аварію, у якій загинула його подруга, а він сам цілком втратив пам’ять і смакові відчуття. Хоча Пауел у вересні вже знову сів за ударні, його здоров’я повністю стабілізувалося лише через декілька років.

## Дискографія

### Сингли (лише №1 у британських хіт-парадах)
- Coz I Luv You (1971, жовтень)
- Tak Me Bak 'Ome (1972, травень)
- Mama Weer All Crazee Now (1972, серпень)
- Cum On Feel The Noize (1973, лютий)
- Skweeze Me, Pleeze Me (1973, червень)
- Merry Xmas Everybody (1973, грудень)

### Альбоми
- Beginnings (1969 як Ambrose Slade)
- Play It Loud (1970)
- Slade Alive! (1972)
- Slayed? (1972)
- Sladest (1973)
- Old New Borrowed And Blue (1974)
- Slade In Flame (1974)
- Nobody's Fools (1976)
- Whatever Happened To Slade? (1977)
- Alive, Vol. 2 (1978)
- Return To Base (1979)
- Smashes (1980)
- We'll Bring The House Down (1981)
- Till Deaf Do Us Part (1981)
- Slade On Stage (1982)
- The Amazing Kamikaze Syndrome (1983)
- Slade's Greats (1984)
- Rogues Gallery (1985)
- Crackers-The Slade Christmas Party Album (1985)
- You Boyz Make Big Noize (1987)
- Wall Of Hits (1991)
- Keep On Rockin'! (1995)
- Greatest Hits — Feel The Noize (1997)
- Wild Nites (1999)
- Cum On Let`s Party! (2002)
- Superyob (2003)
- Get Yer Boots On (2004)
- The Very Best Of Slade (2005)
- Slade Alive! (2006; 2 CD із Slade Alive! [1972], Alive, Vol. 2 [1978], Slade On Stage [1982], Alive At Reading [1980])

### DVD
- Slade in Flame (2003) (зйомки 1974)
- Slade Inside 1971-1991
- Slade The Very Best Of (2005)
- Slade Alive World's Greatest Albums (2006)